# Scuola superiore Valle-Inclán
Il liceo Valle-Inclán è un grande edificio eclettico e liberty situato a Pontevedra, in Spagna. Oggi è la sede della scuola secondaria Valle-Inclán ed è stata la prima e l'unica scuola superiore della provincia di Pontevedra dal 1845 al 1927.

## Ubicazione
La scuola si trova sul lato più occidentale del viale Gran Vía de Montero Ríos (costruito negli anni 1870), di fronte alla Alameda di Pontevedra. Questo è il nuovo quartiere borghese creato dalla demolizione delle mura della città nel 1855. La costruzione di altri grandi edifici come il Palazzo del Consiglio Provinciale di Pontevedra, o l'edificio della Scuola Normale di Pontevedra fecero di questo luogo il grande spazio di svago della borghesia della città alla fine del XIX secolo e nei primi decenni del XX secolo.

## Storia
L'Instituto de Segunda Enseñanza de Pontevedra (poi chiamato liceo generale e tecnico di Pontevedra, Instituto General y Técnico de Pontevedra e Instituto Nacional de Pontevedra) è stato creato dal regio decreto del 30 ottobre 1845 come parte del Piano generale di studi (chiamato Piano Pidal), che ha creato un centro di istruzione secondaria in ogni capoluogo di provincia spagnolo. Il 19 novembre 1845 fu inaugurata la Scuola Superiore Pubblica Provinciale di Istruzione Secondaria di Pontevedra e la sua sede fu stabilita nella Scuola dei Gesuiti, situata nell'edificio accanto alla chiesa di San Bartolomeo. Nel 1880 il liceo ospitò una parte dell'esposizione regionale che si svolse nella città.
Nel 1903 il liceo fu trasferito alla Scuola Normale, un edificio che ora appartiene al Consiglio Generale di Pontevedra per porre fine alle numerose spese di riparazione del vecchio collegio dei Gesuiti. L'iniziativa ufficiale per la costruzione di un nuovo edificio per la scuola superiore è stata presa dal Ministro della Pubblica Istruzione e delle Belle Arti, Manuel Allendesalazar y Muñoz de Salazar, all'inizio del 1903, quando fu lanciato un concorso per lo sviluppo del progetto. Il consiglio comunale di Pontevedra cedette i terreni annessi alle Rovine di San Domenico, che erano in parte occupati dall'ospizio sul luogo in cui si trovava il convento domenicano crollato. Con la sua costruzione, è stato completato il grande viale dei grandi edifici ufficiali della Gran Vía. Oltre al liceo, gli edifici del Palazzo del Consiglio Provinciale di Pontevedra, e della vecchia Scuola Normale hanno dato forma a questa nuova architettura ufficiale degli ultimi decenni del XIX secolo.
Il progetto degli architetti Joaquín Rojí López-Calvo e José Lorite y Kramer fu selezionato nel luglio 1904, come indicato nel verbale della scuola superiore. I lavori sono stati messi in gara per 575.109,20 pesetas. L'edificio comprendeva due cortili, una cappella, una biblioteca e dei laboratori. I lavori sono stati promossi dal ministro Augusto González Besada (ex allievo della scuola superiore). Il 5 gennaio 1905, i due architetti che avevano progettato l'edificio arrivarono da Madrid per iniziare i lavori dell'Istituto Provinciale Generale e Tecnico di Pontevedra e si incontrarono con il sindaco Bernardo López Suárez e con l'appaltatore, Manuel Domínguez. Il 4 maggio gli architetti tornarono in città e sul posto venne tracciata la pianta dell'edificio per iniziare i lavori.
Nel febbraio 1906, la costruzione dell'edificio ricevette un forte impulso e nell'aprile 1906 numerosi operai stavano già lavorando all'edificio, con il materiale portato da carri.
I lavori sono stati conclusi all'inizio del 1926, impiegando più tempo del previsto a causa della crisi economica. L'architetto Joaquín Rojí si recò a Pontevedra il 28 febbraio 1926 per firmare il suo ricevimento. Gli è stato poi commissionato il budget della sua dotazione interna, che ha richiesto più di un anno. La scuola fu inaugurata il 27 settembre 1927 dal re Alfonso XIII durante una visita a Pontevedra.

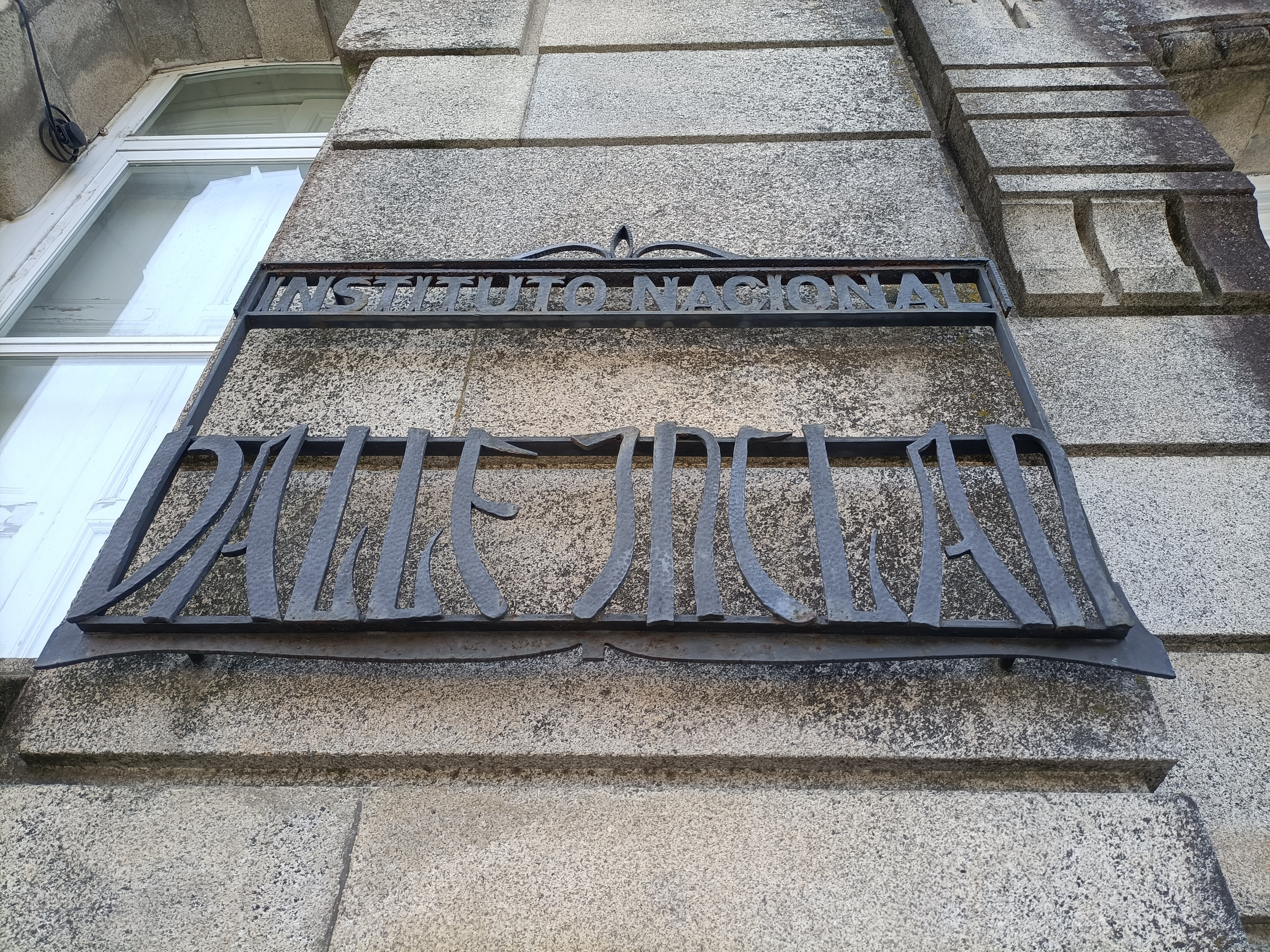
Antica targa della Scuola Superiore Nazionale Valle-Inclán sulla facciata principale

Nel dopoguerra, gli studenti del liceo (ragazzi e ragazze) sono stati separati in due piani diversi con ingressi indipendenti. Nel 1963 fu creata una scuola superiore femminile che sarebbe diventata l'attuale scuola superiore Valle-Inclán e l'edificio fu rinnovato. Il liceo femminile è stato temporaneamente installato nel 1964 nella Scuola Normale durante i lavori di ristrutturazione. L'ultima ristrutturazione completa dell'edificio è stata intrapresa nel 1972.
Nel 2023 inizierà un'importante ristrutturazione dell'edificio, per la quale la Xunta de Galicia investirà 4,7 milioni di euro. Tra le altre migliorie, saranno sostituite tutte le finestre dell'edificio, saranno rinnovati gli impianti di acqua calda, riscaldamento e illuminazione, sarà migliorata la struttura dell'edificio rinforzando le solette e sarà rinnovata la copertura metallica del patio coperto · .
Nel corso del XX secolo, maestri famosi come Castelao, Gonzalo Torrente Ballester, Aquilino Iglesias Alvariño, Jesús Muruais, Emilio Álvarez Jiménez, Víctor Said Armesto, Antón Losada Diéguez, José Filgueira Valverde e Bibiano Fernández-Osorio Tafall lo hanno reso abbastanza famoso da essere "uno dei più apprezzati nel campo dell'educazione".
È una delle poche vecchie scuole superiori spagnole che ha mantenuto il suo uso originale nel corso degli anni, dall'inaugurazione dell'edificio.

## Descrizione
È un esempio sobrio ed elegante di stile eclettico e art nouveau. La sua facciata principale e il suo ingresso si trovano sulla Gran Vía di Montero Ríos, anche se ha un'uscita posteriore che conduce a un cortile interno posteriore di forma irregolare chiuso da una cancellata per l'uso della scuola e un'altra uscita nell'angolo esterno posteriore dove si trova la torre di fronte al parco delle Palme.
Ha un piano seminterrato, un piano terra e due piani. Notevole è la decorazione dei bugnati sulle facciate e gli spazi delle porte e delle finestre in stile liberty, così come la decorazione degli architravi delle finestre e i lucernari nella parte centrale del tetto. La decorazione della facciata consiste principalmente in motivi geometrici sopra le finestre e le porte e in motivi floreali e piccoli cerchi. Il corpo centrale della facciata dell'ingresso principale è decorato in stile liberty: una grande finestra con un architrave curvo e un ritmo geometrico secessionista. Ha una torre in cui risiedevano i presidi della scuola durante i primi anni di attività.
All'interno, una grande scala centrale in marmo illuminata da un grande lucernario in stile liberty con lo stemma di Pontevedra, conduce al primo piano e termina davanti alla grande sala conferenze (Paraninfo) del istituzione. L'edificio ha diverse scale laterali che comunicano con i diversi piani, originariamente di legno a spirale. La composizione dell'edificio è simmetrica e regolare, con le aule nell'ala principale dell'edificio organizzate attorno a un cortile interno centrale rettangolare con tetto in metallo circondato da grandi finestre che fornisce luce. L'edificio ha una superficie di 8.300 metri quadrati e 323 finestre su quattro piani.
Al piano terra si trova la biblioteca dell'edificio. Questa grande sala ha una scala in legno che porta al primo piano dove c'è una passerella che circonda le mensole e una ringhiera in legno.
Più di 760 alunni studiano nella scuola superiore.

## Cultura
Nel 1966 fu approvata una proposta di Gonzalo Torrente Ballester e la scuola adottò l'attuale denominazione "Valle-Inclán" per il rapporto dello scrittore con la città, dove studiò, visse, scrisse e pubblicò la sua prima opera "Femeninas" nel 1895. Valle-Inclán, all'età di 12 anni, iniziò la sua istruzione secondaria a Pontevedra, che completò anche a Pontevedra nel 1883.
Il liceo è stato il luogo di nascita dell'Aula di Filosofía Castelao e, allo stesso tempo, della Settimana della filosofia della Galizia.

## Galleria d'immagini

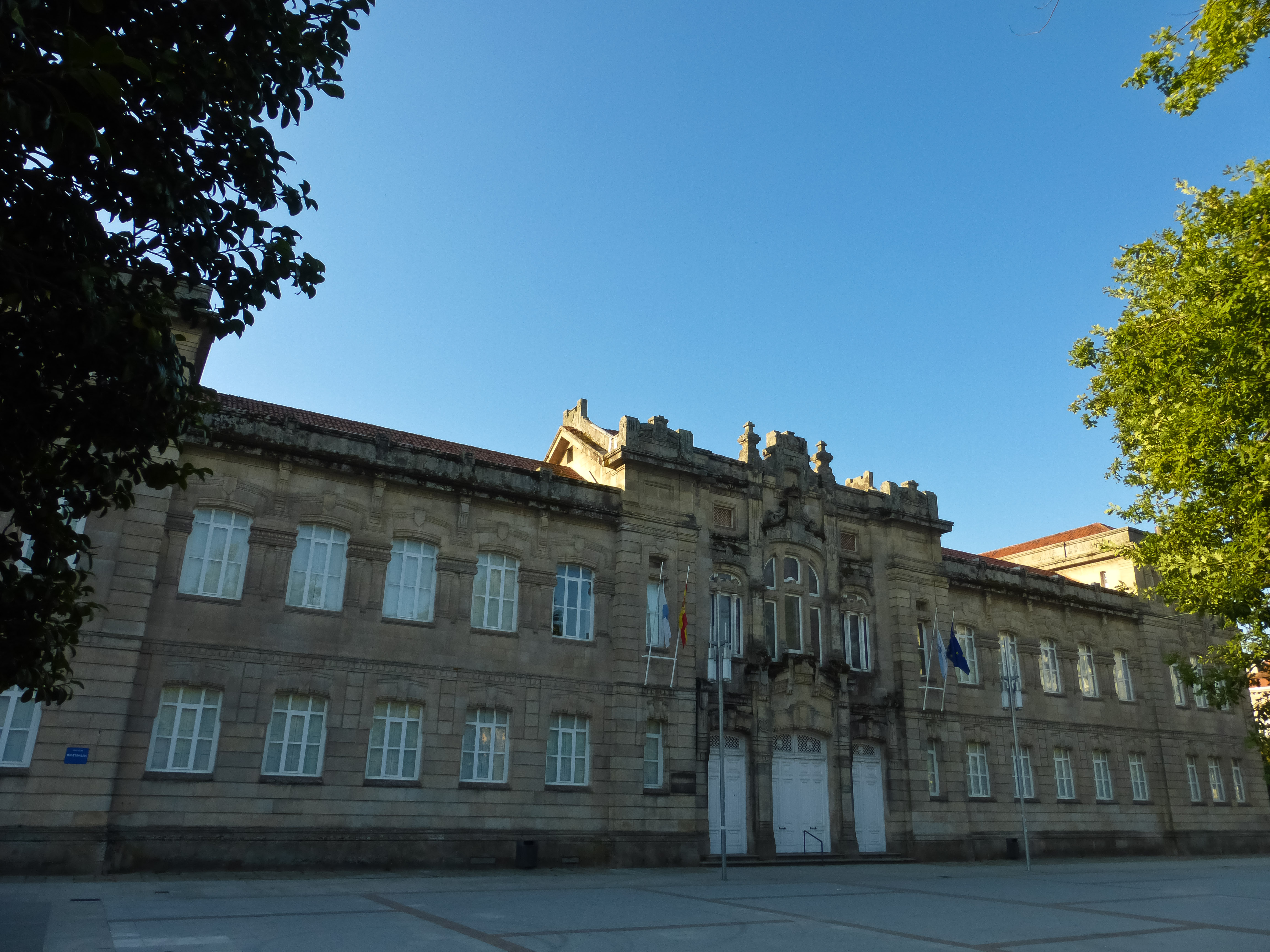
Facciata principale
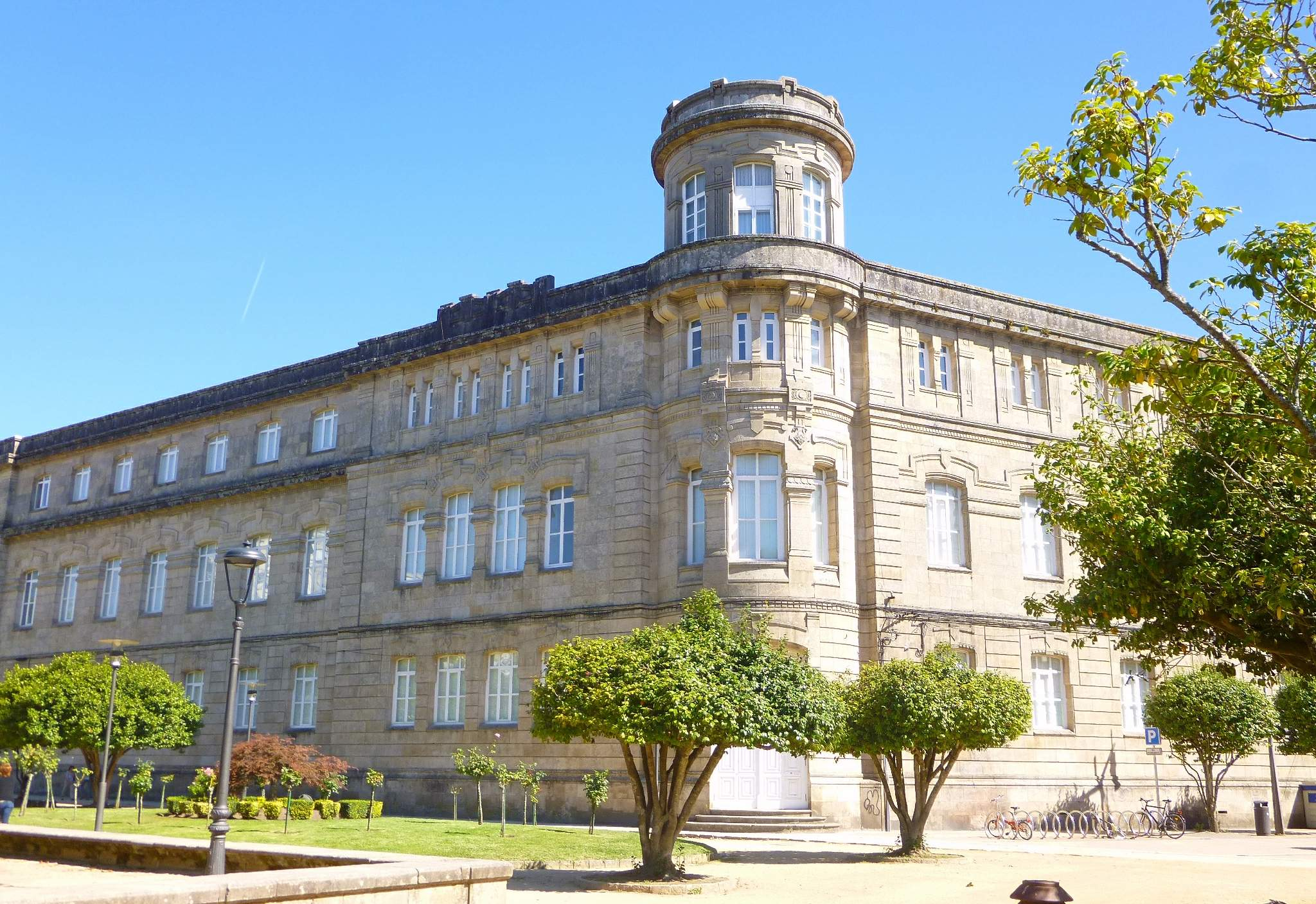
Facciata posteriore e torre
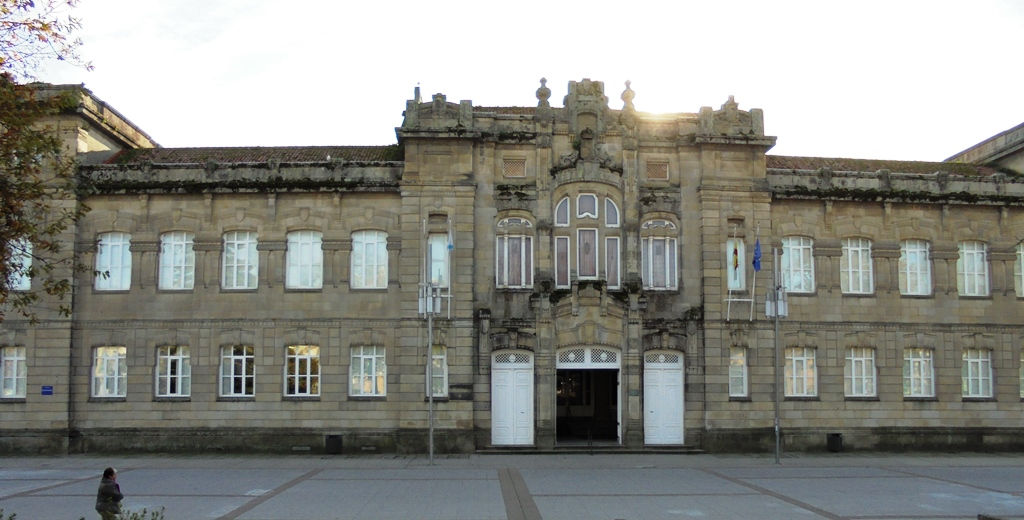
Facciata principale
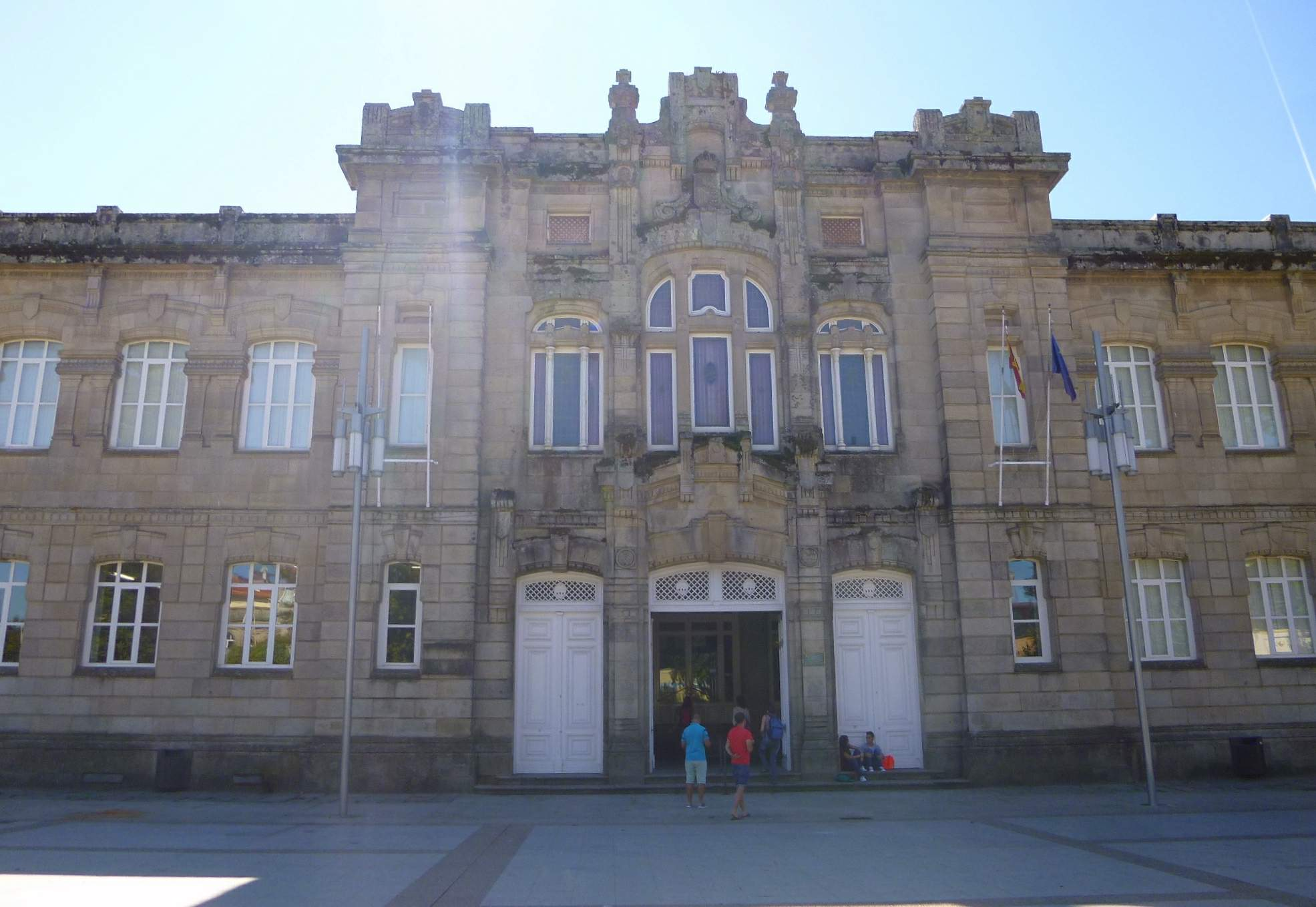
Ingresso
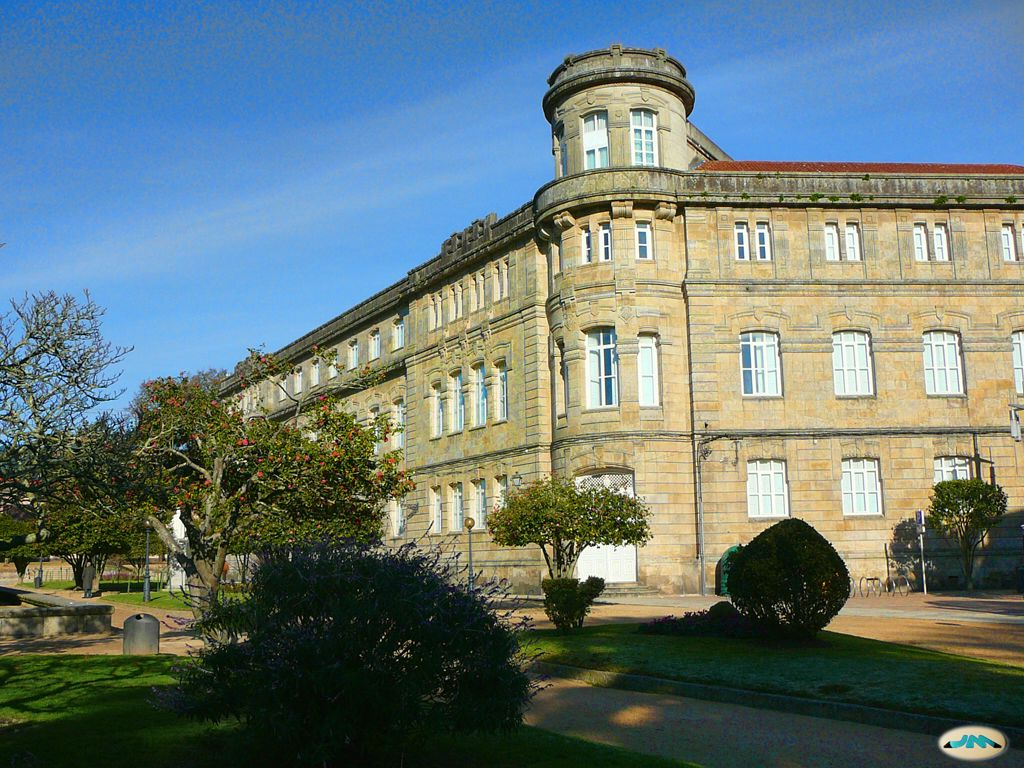
Facciate laterale e posteriore
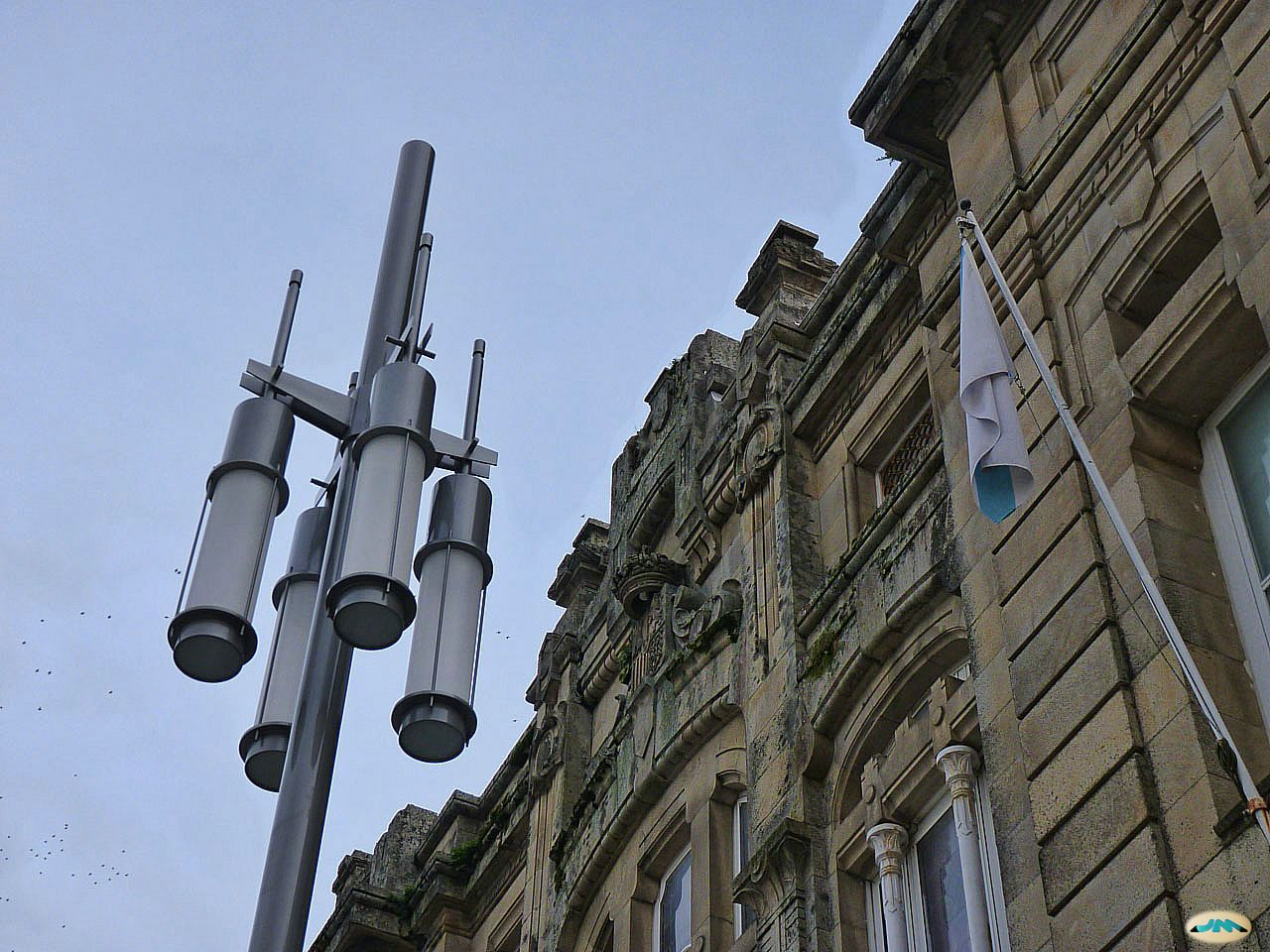
Dettaglio della facciata
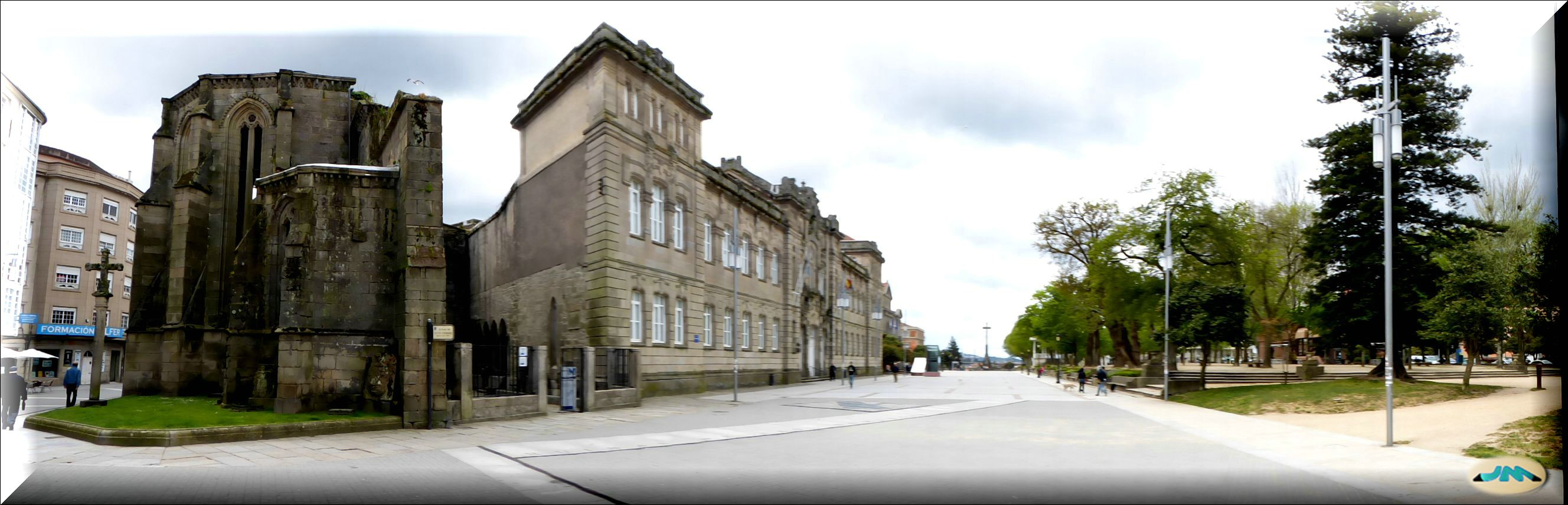
Liceo Valle-Inclán vicino alle rovine di San Domenico
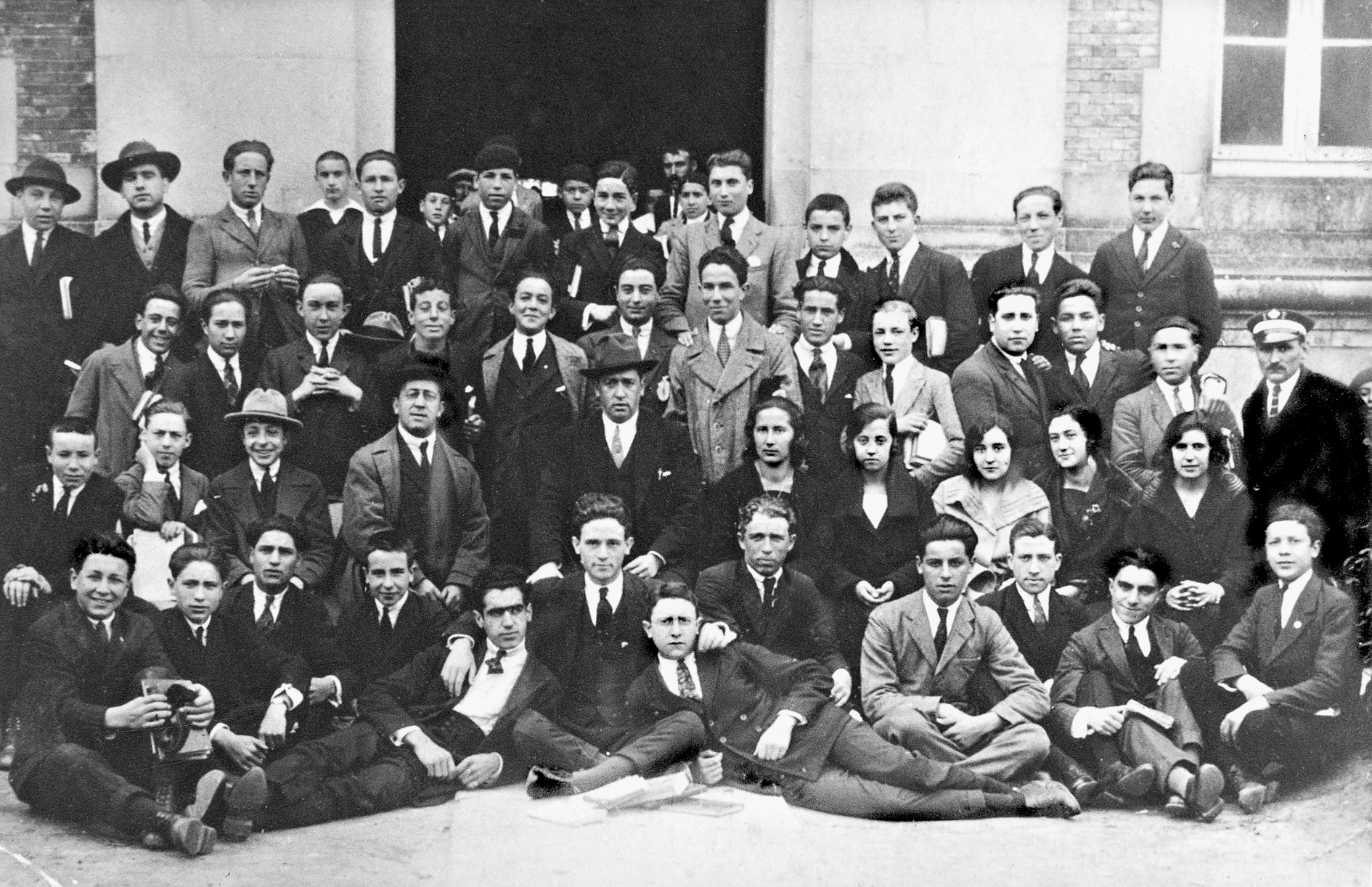
Studenti del 1923
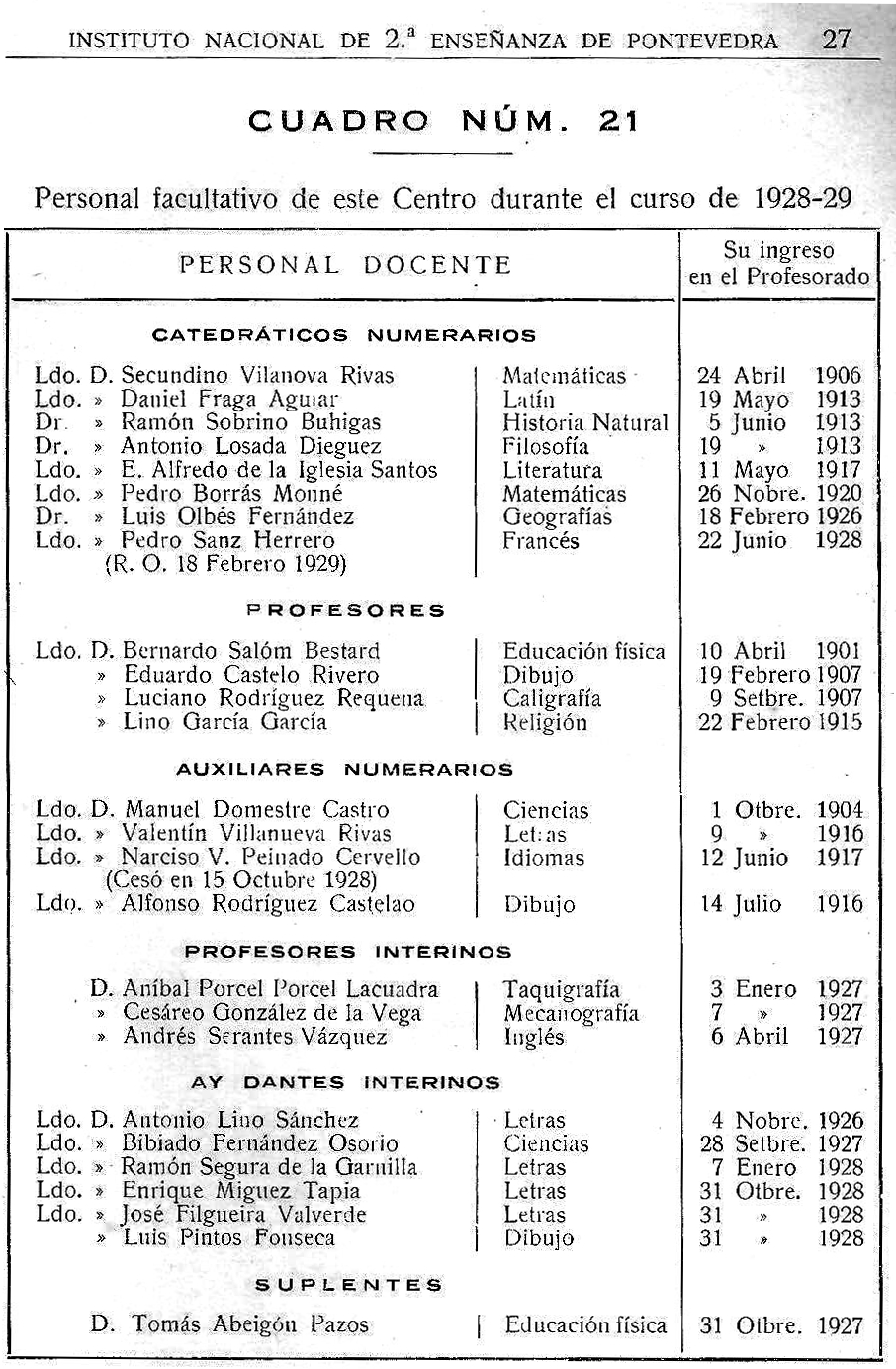
Insegnanti e materie dell'anno accademico 1928-1929
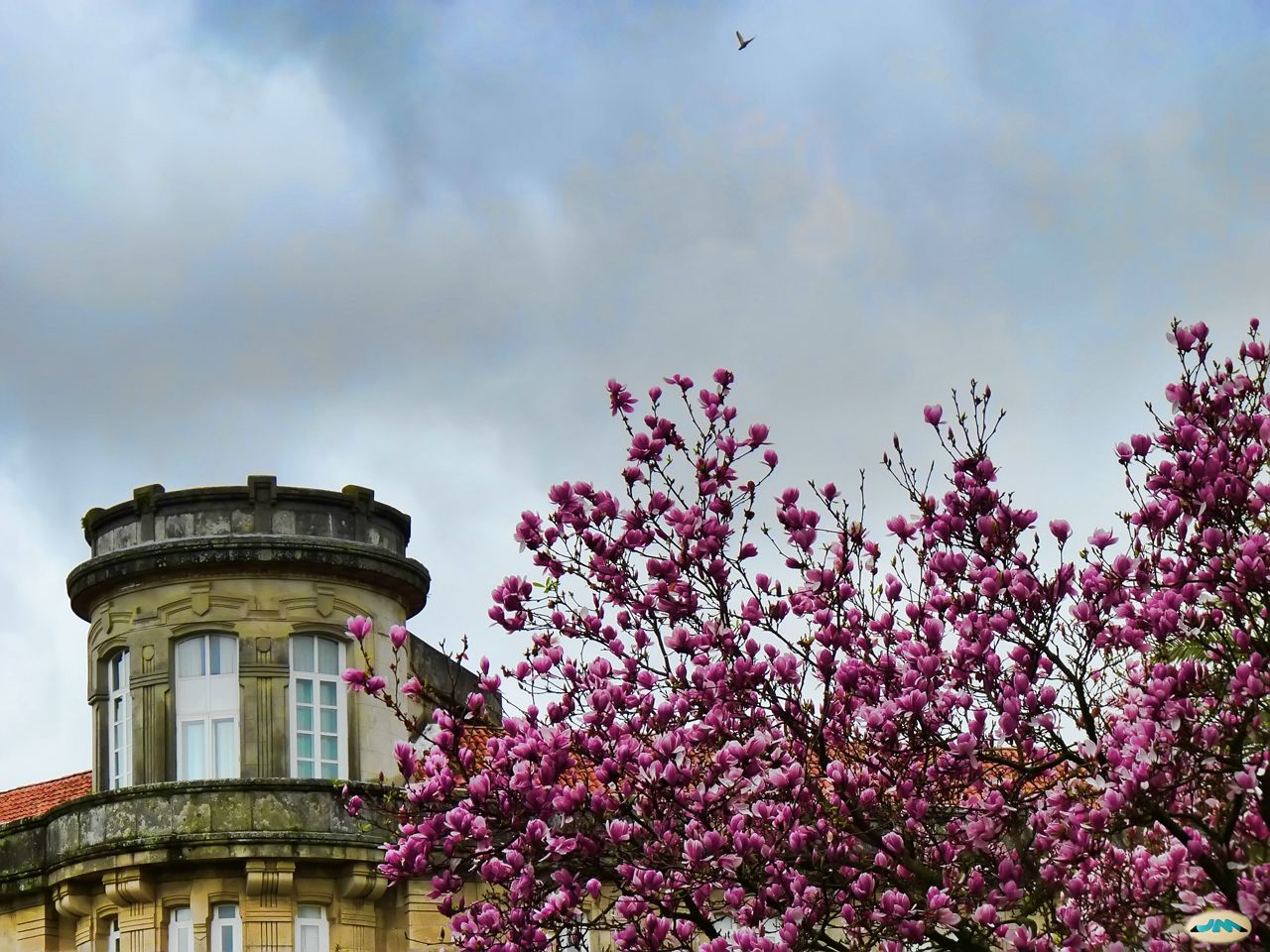
Torre della scuola superiore
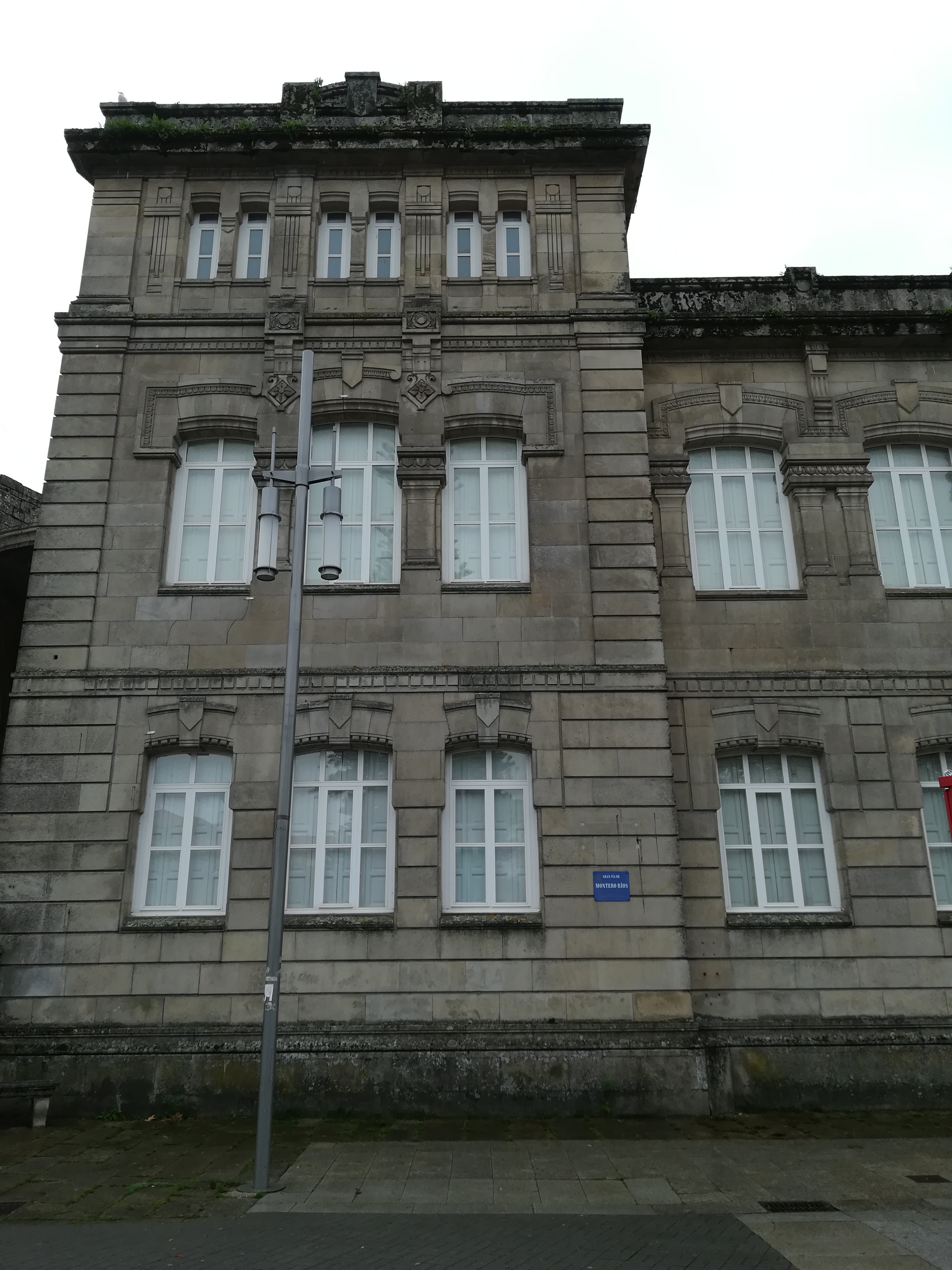
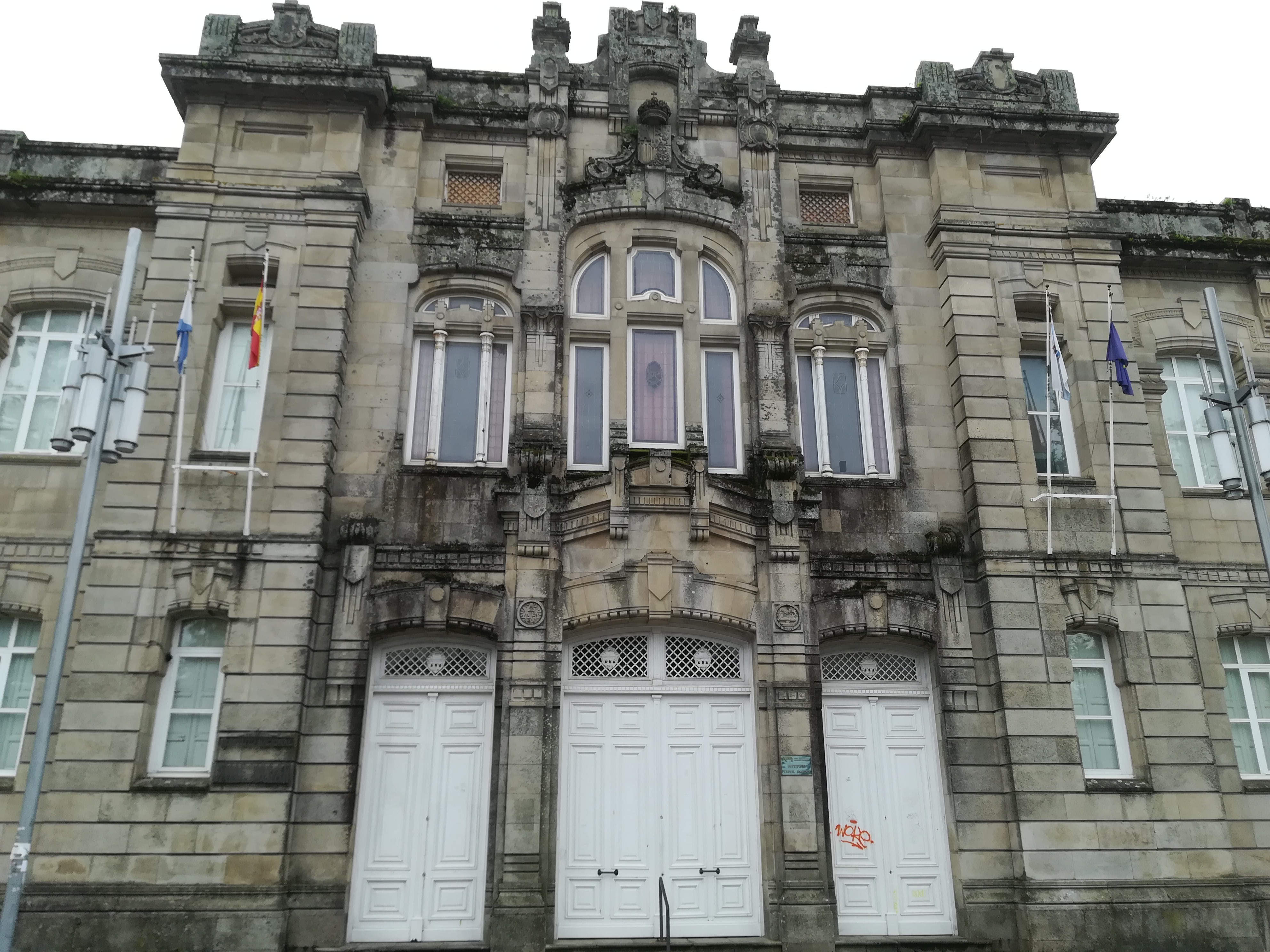
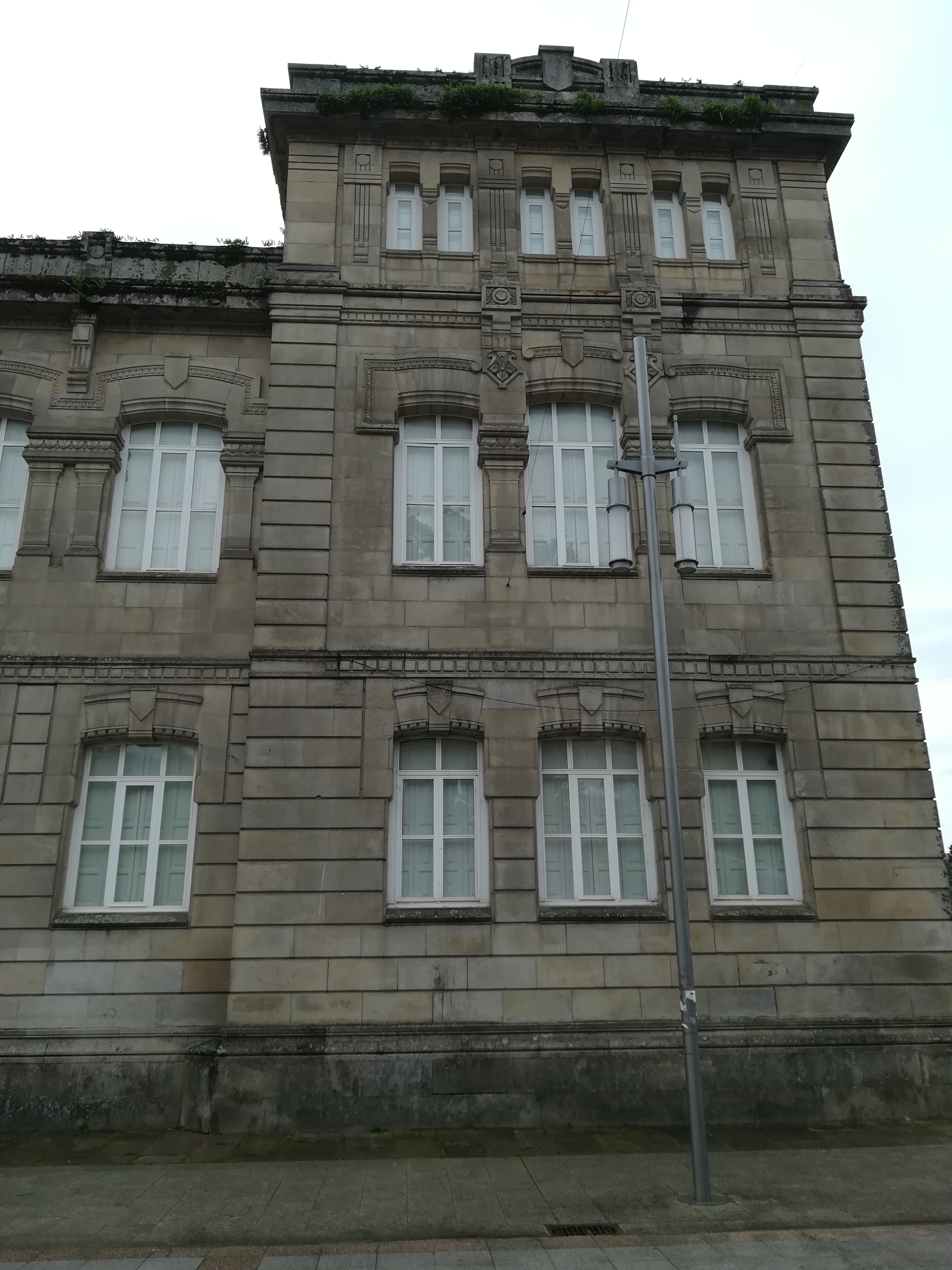
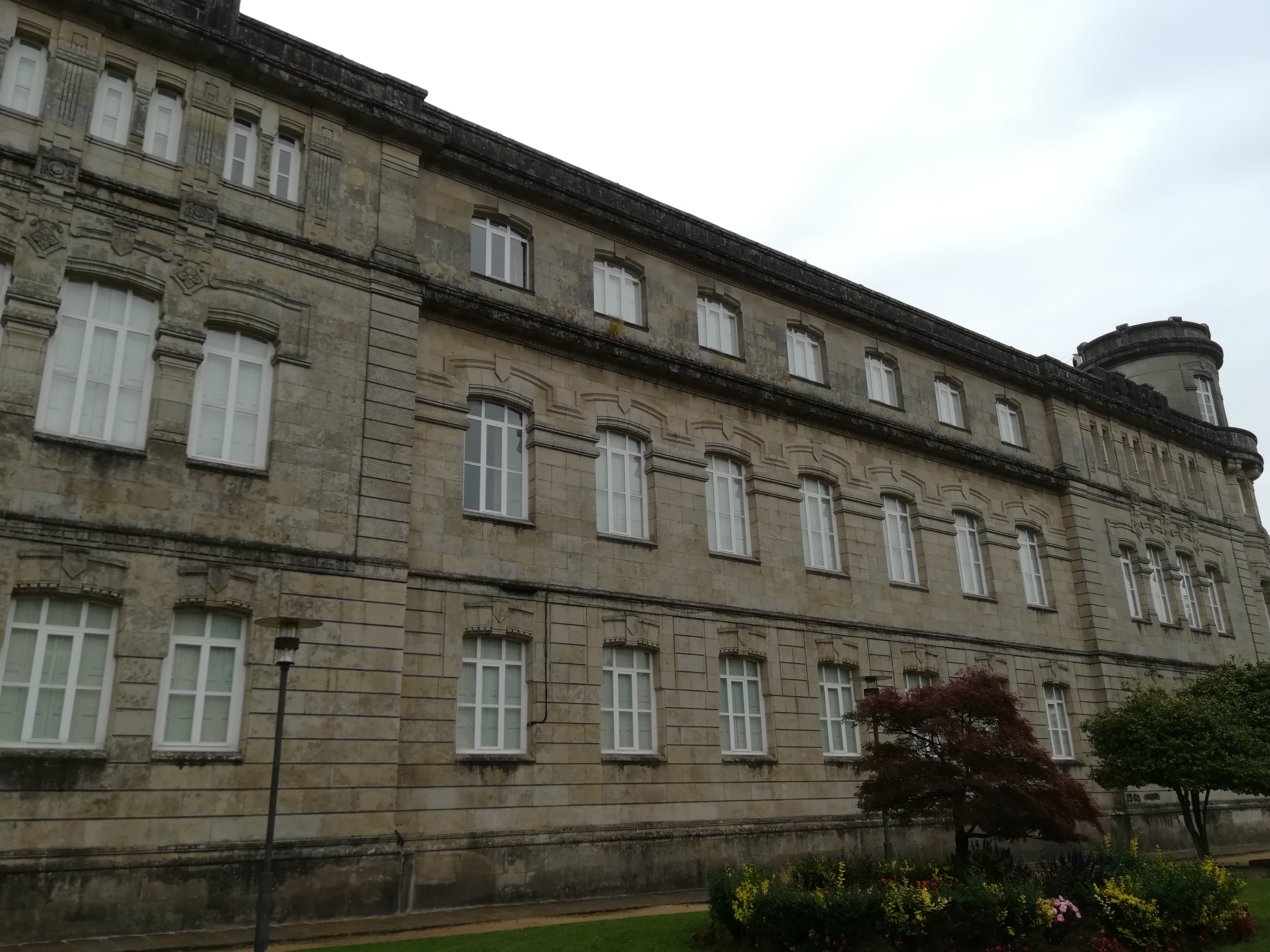
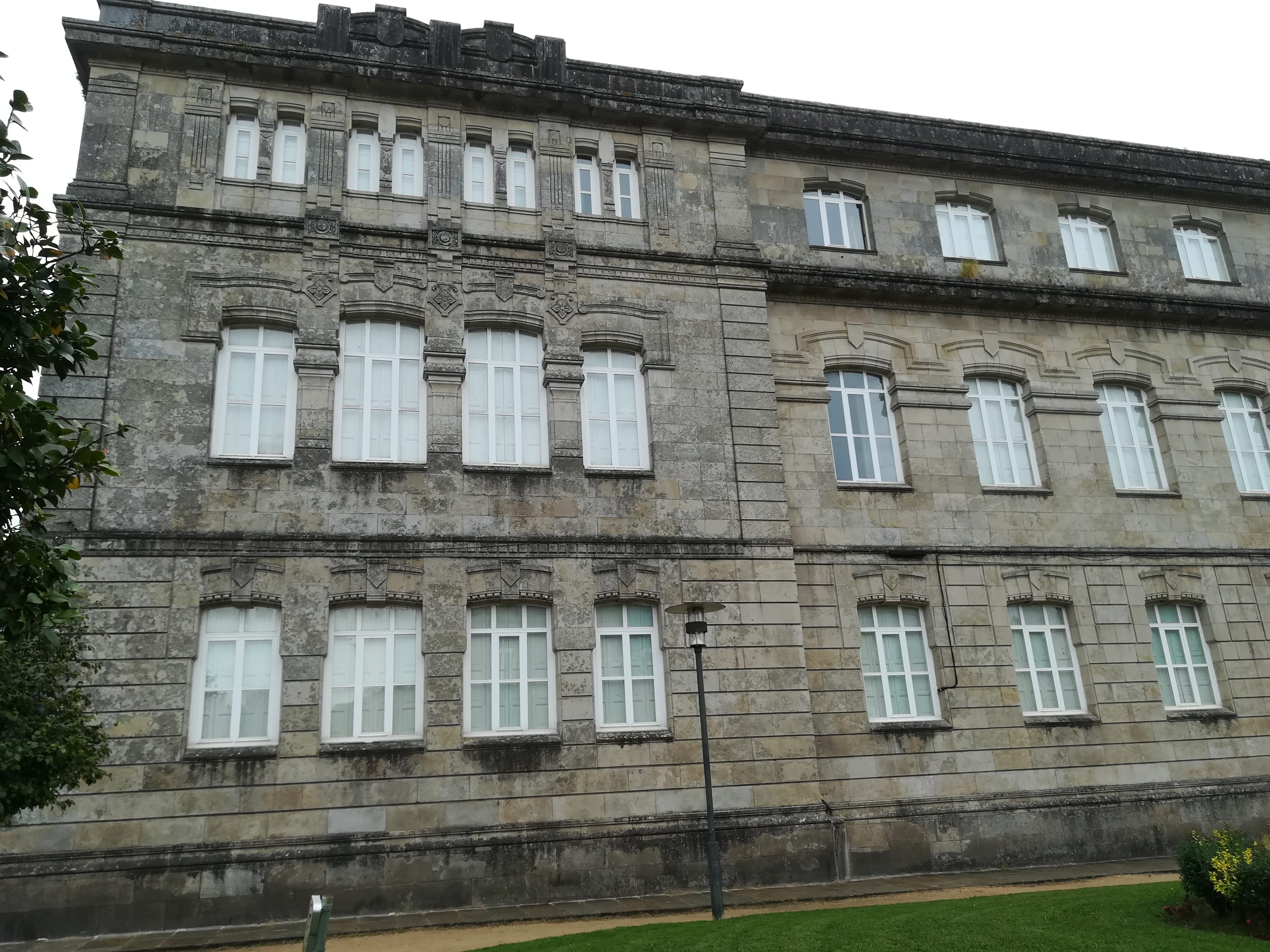
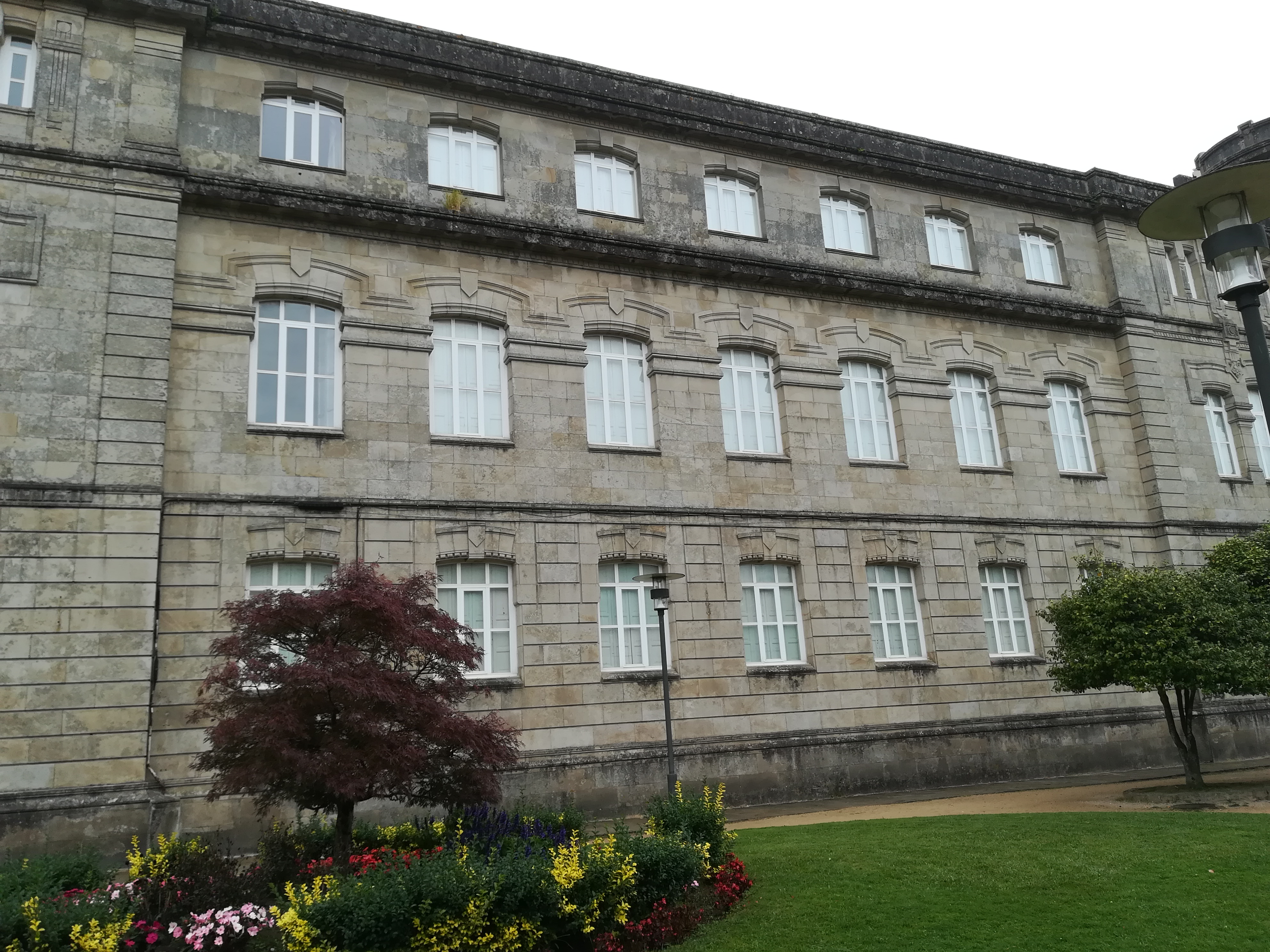
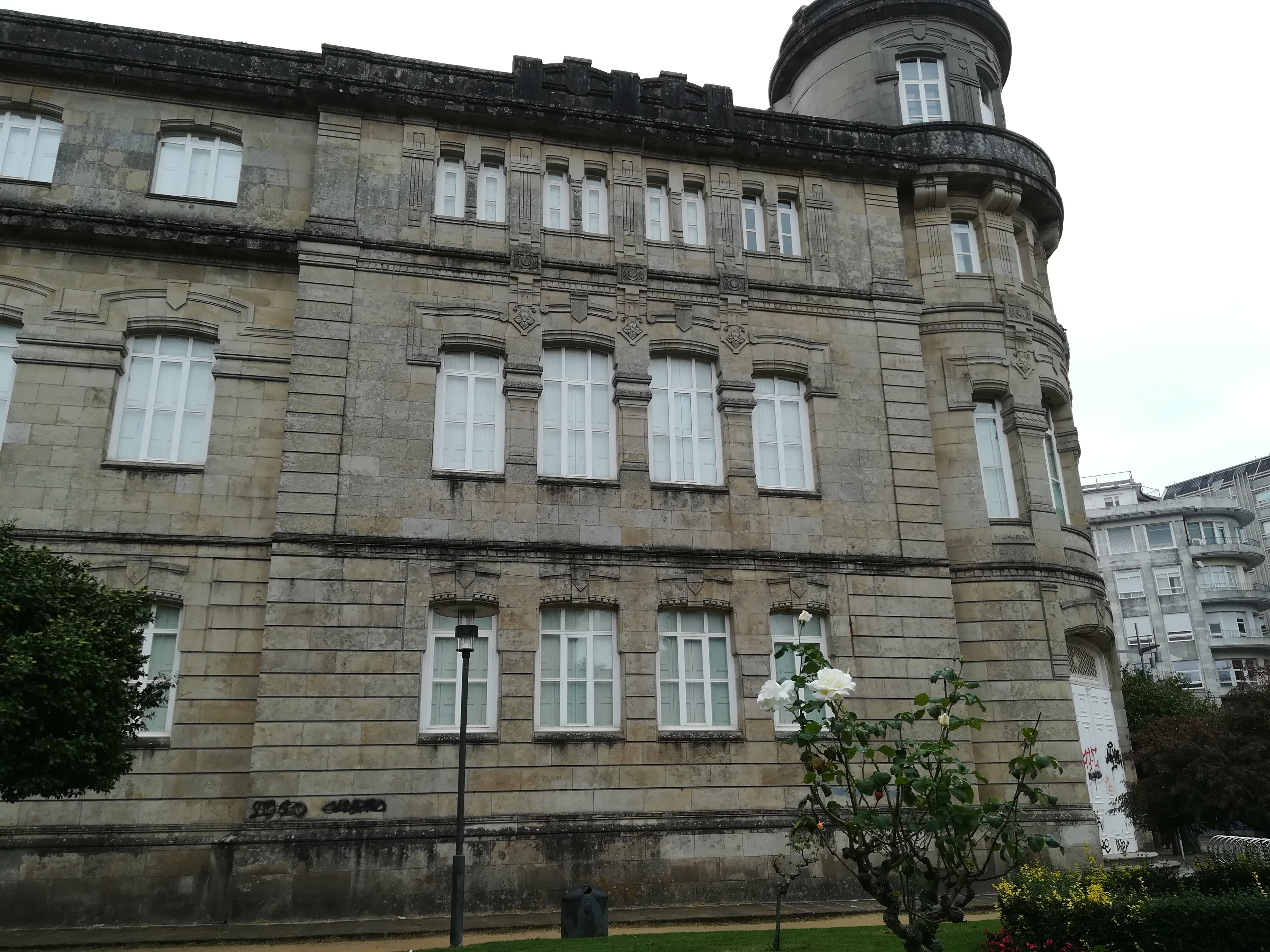
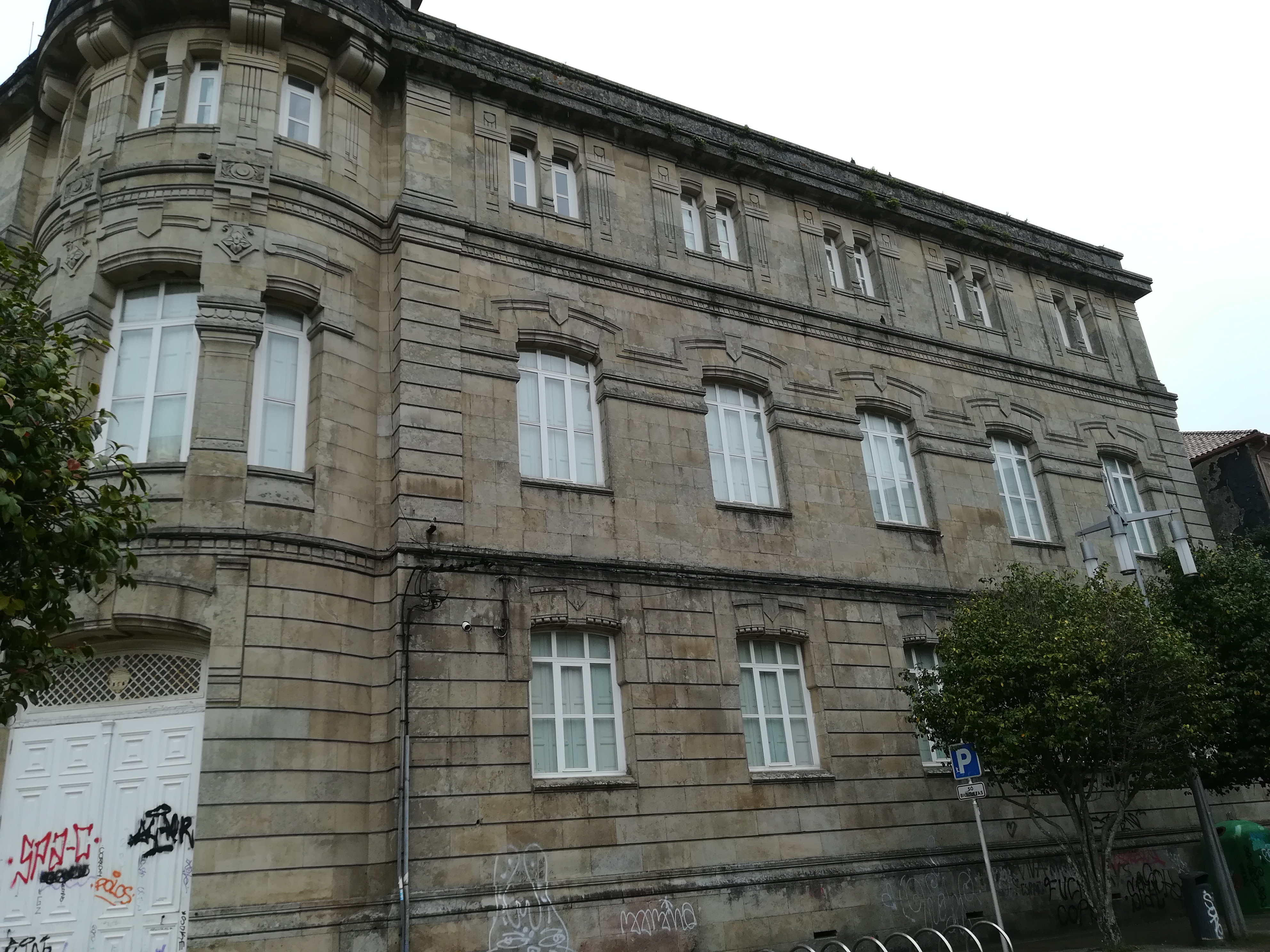
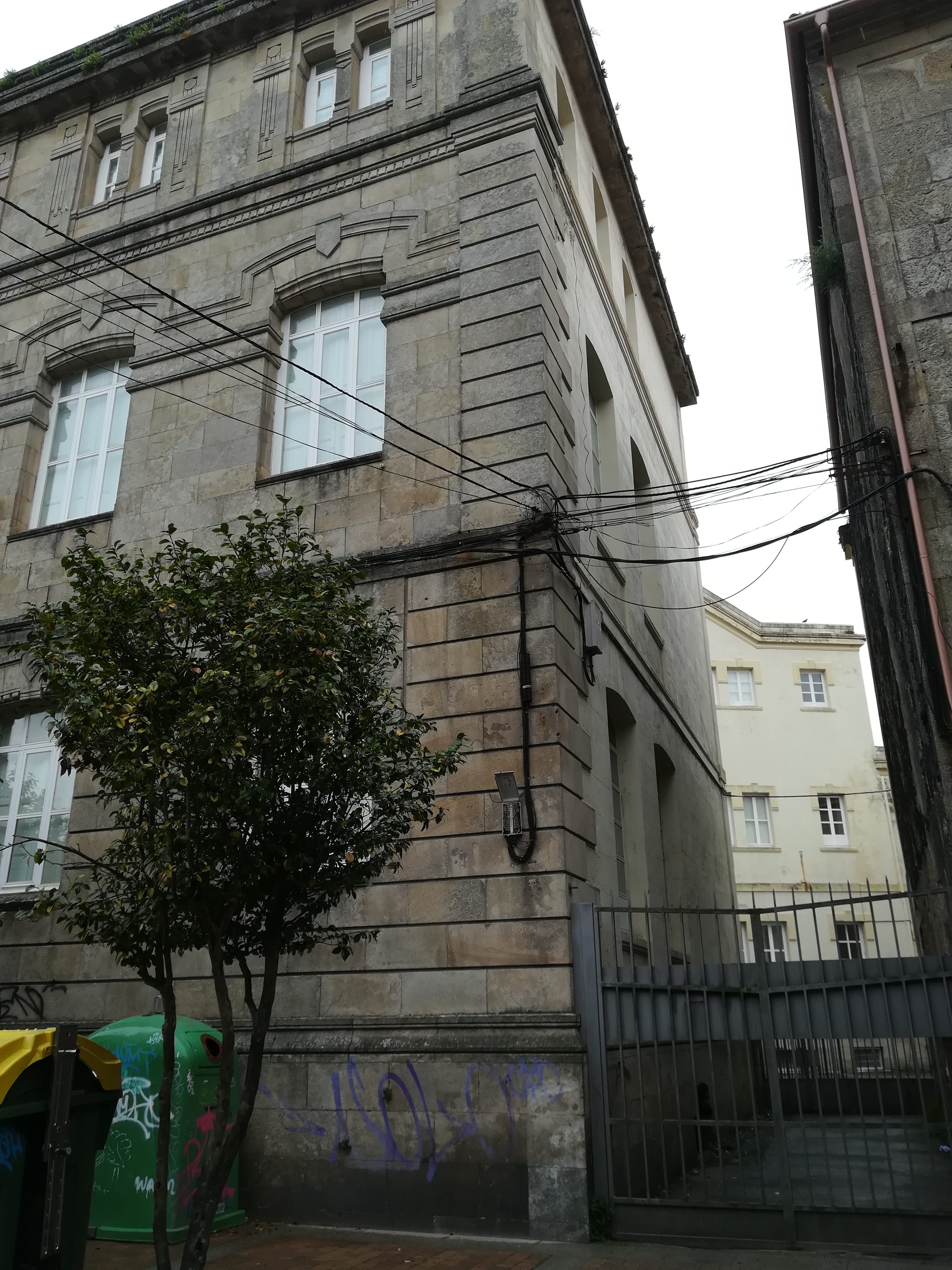
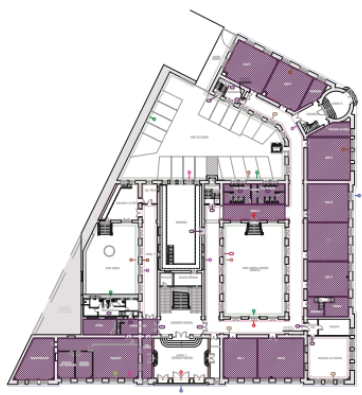
Pianta dell'edificio del liceo, piano terra
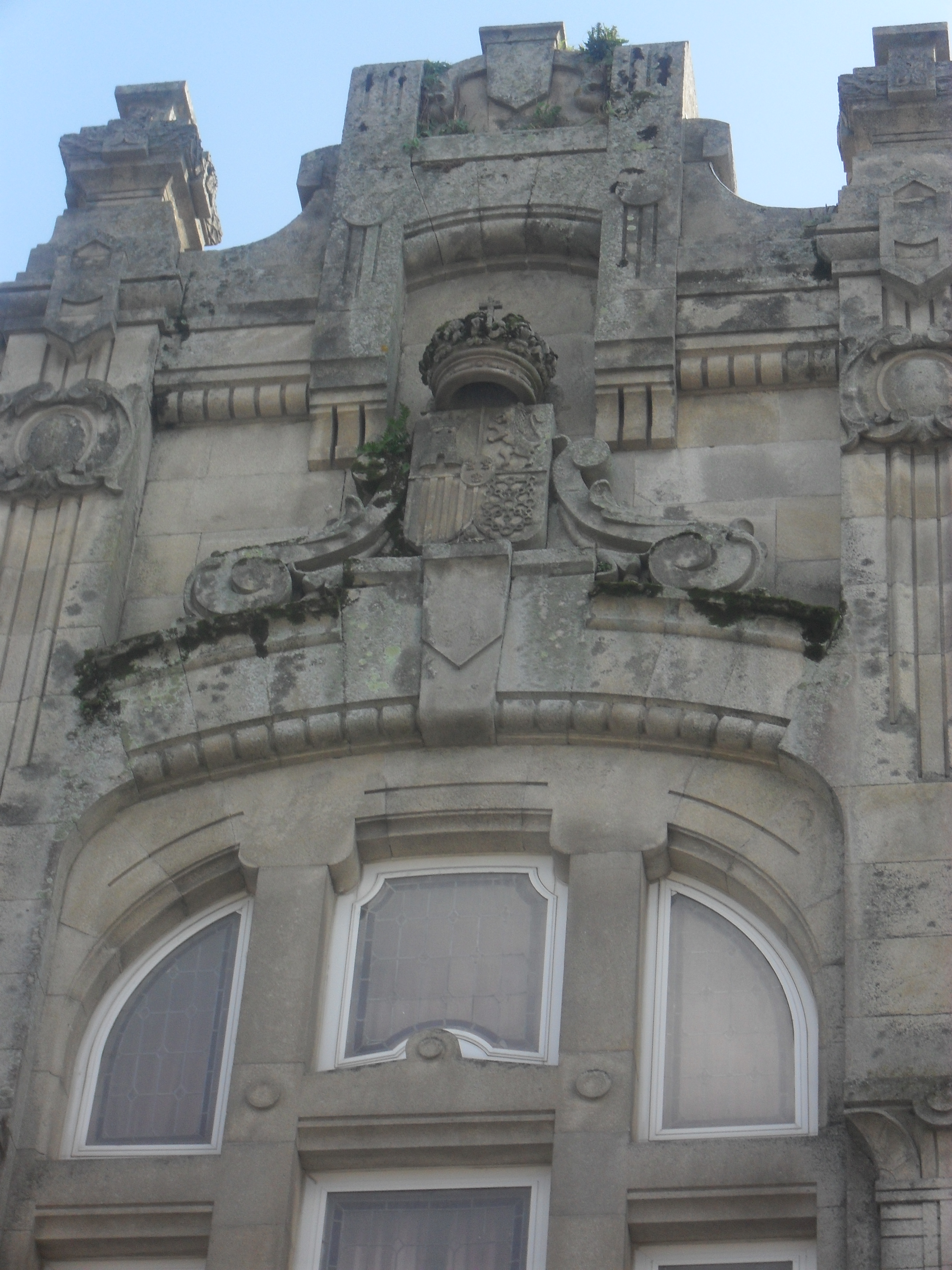